# The Crash
 For alternative betydninger, se Crash. (Se også artikler, som begynder med Crash)
The Crash er et pop-rock-band med inspiration fra Britpoppen, fra Turku i Finland. Bandet opstod efter at Teemu Brunila og Samuli Haataja mødtes i 1991, hvorefter både Erkki Kaila og Dani Aavinen gik ind i bandet. Oprindeligt var bandets navn "Ladies & Gentlemen", men senere ændredes det til "New Deal". I 1997 ændredes navnet nok en gang til "The Crash", bandets nuværende navn.
The Crash' debutalbum blev udgivet i 1999, og efterfulgtes af en Europa-tour, der lagde vejen forbi både Sverige, Tyskland og Østrig så vel som en optræden på "In The City"-festivalen i Manchester, England. Denne optræden fangede MTV Nordic og Melody Makers' opmærksomhed. Et andet album, "Wildlife", blev udgivet i 2001, hvorfra singlen "Lauren Caught My Eye" blev spillet på MTV, og videoen for "Star" fik en nominering til "Bedste Nordiske Kunstner" ved MTV Europe-priserne i 2002.

## Medlemmer
- Teemu Brunila – Vokaler, elektrisk guitar
- Samuli Haataja – Bas, vokaler
- Erkki Kaila – trommer
- Samuli Jokinen – keyboard

## Diskografi

### Albums
- Comfort Deluxe – 1999
- Wildlife – 2001
- Melodrama – 2003
- Selected Songs 1999–2005 – 2005
- Pony Ride – 2006

### Singler
- Crash (The Black EP) – 1997
- Take My Time – 1998
- World Of My Own – 1999
- Sugared / Loveless – 1999
- Coming Home – 1999
- Lauren Caught My Eye – 2001, 2002
- Star – 2001, 2002, 2004
- New York – 2002
- Still Alive – 2003